# Ceramic (schip, 1913)

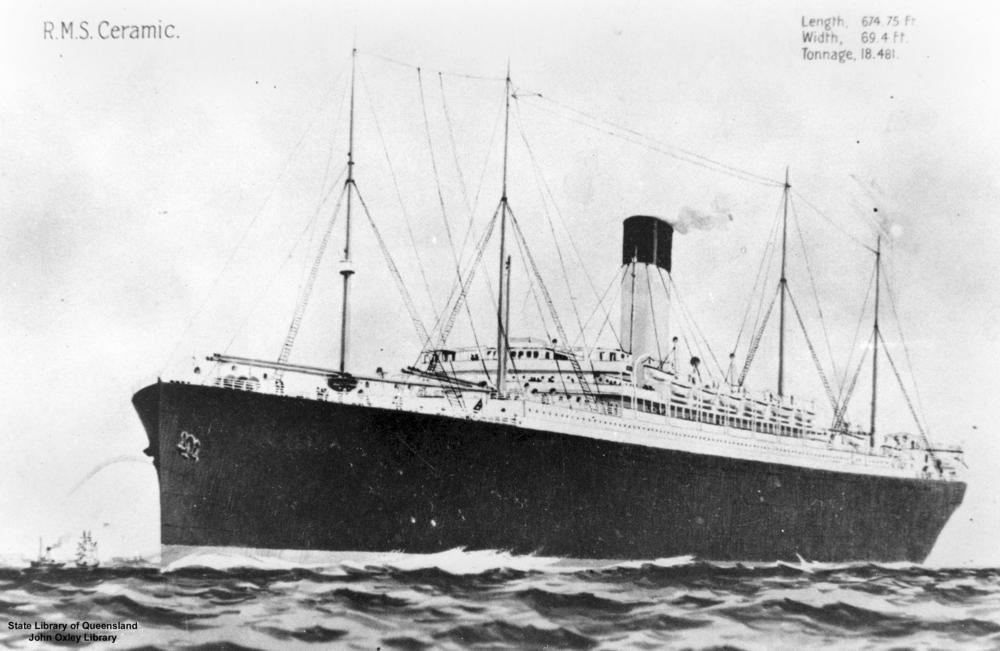
SS Ceramic

De SS Ceramic was een Brits stoomvracht/passagiersschip van 18.713 ton (een van de grootste schepen die tot zinken werd gebracht). De SS Ceramic kwam in juli 1913 op de scheepswerf van Harland & Wolff Ltd, Belfast, Noord-Ierland, gereed. De eigenaar was Shaw, Savill & Albion Ltd, Londen, met als thuishaven Southampton. Ze had een algemene bemanning en passagiers aan boord bestaande uit 657 personen. Ze werd ingedeeld in konvooi OP-149, waarmee ze vertrok vanuit Liverpool op 26 november 1942, naar Sint-Helena – Durban, Zuid-Afrika – Sydney, Australië, met als lading 12.362 ton algemene vracht en Regeringszaken.

## Geschiedenis
De SS Ceramic werd aanvankelijk in juli 1913 afgebouwd voor de White Star Line Ltd. (Oceanic Steam Navigation Co.), Liverpool. Het schip werd gebruikt voor de Australische Dienst, en jarenlang was zij het grootste schip dat tussen Europa en Australië heen en weer pendelde met vracht en passagiers. 

### Eerste Wereldoorlog
In 1914 werd ze als troepentransportschip omgebouwd voor de Australische Expeditiemacht (AEF). In mei 1916 ontsnapte ze nauwelijks aan een torpedoaanval in de Middellandse Zee met 2.500 soldaten aan boord. Op 9 juni 1917 ontsnapte de Ceramic nog eens op het nippertje, aan een torpedoaanval in Het Kanaal. Op 21 juli 1917 werd zij door een boven water gekomen U-boot aangevallen, maar ontsnapte gelukkig aan haar belager door haar grotere snelheid, zodat ze niet kon achtervolgd worden door de mindere motorisch vermogende Duitse onderzeeboot. 

### Tussenoorlogse periode
Na de Eerste Wereldoorlog keerde het schip terug naar de oorspronkelijke eigenaar en werd vervolgens in dienst gesteld tussen Liverpool en Sydney, Australië. Op 18 december 1930 botste de SS Ceramic met het Britse motorvrachtschip Laguna op de Theems nabij Gravesend. Beide schepen waren enigszins beschadigd. In februari 1934 werd de Cunard White Star Line, met de Australische aanwinsten verworven en samengeslagen, samen met de SS Ceramic, door Shaw, Savill & Albion Ltd, Londen. In 1935 werd het schip door Harland  & Wolff Ltd, Govan, omgebouwd (de voormalige tonnage was 18.481 brt).

### Tweede Wereldoorlog
In februari 1940 werd de SS Ceramic opnieuw als troepentransportschip opgevorderd om tussen Australië en Europa heen en weer te pendelen, maar ze werd later opgedragen om passagiers te vervoeren onder Regeringscontrole. Op 11 augustus 1940 botste de Ceramic  met het Britse motorvrachtschip Testbank en moest naar de Walvisbaai gesleept worden om later in Kaapstad hersteld te worden.
Op 26 november 1942, verliet de SS Ceramic, met kapitein Herbert Charles Elford als gezagvoerder, Liverpool in konvooi OP-149 met 264 bemanningsleden, 14 artilleristen, 244 militairen en Rode Kruis-passagiers (verplegend personeel van de Queen Alexandra´s Imperial Military Nursing Service) en 133 passagiers, met o.a. 12 kinderen, die hun overtocht betaald hadden. Op 5 december werd de SS Ceramic van het konvooi losgemaakt en begon onafhankelijk en ongeëscorteerd aan haar eigen reisroute. 

### Het einde
Net om middernacht op 6 en 7 december werd  de SS Ceramic door een torpedo van de U-515, onder bevel van Werner Henke, ten westen van de Azoren aangevallen. Op deze vijandelijke actie weerklonken de alarmsignalen aan boord en twee of drie minuten later troffen twee of meerdere torpedo's de machinekamer net onder de waterlijn. De scheepsmotoren stopten en al het licht viel uit op het schip. Er brak een kleine paniektoestand uit onder de passagiers, maar de bemanning liet ongeveer acht volledige  reddingsboten te water, ondanks  het koude weer en de ruwe zeeën en de slechte zichtbaarheid in de duisternis. De SS Ceramic bleef nog drijven en drie uren later viel de U-515 het passagiersschip weer aan met twee torpedo's. Die fatale torpedotreffers braken het passagiersschip in twee stukken waar zij daarna onmiddellijk wegzonk in positie 40°30’ Noord en 40°20’ West.
In die periode was de zee heel ruw en het regende hard. De reddingsboten werden echter overspoeld en men moest aanhoudend, in de reddingsboten het binnenkomende water weghozen. Sommige reddingsboten kapseisden en wierpen de inzittenden in zee, zodat vele mensen nog in het water dreven, dankzij hun reddingsvesten. Henke berichtte dat hij de Ceramic tot zinken had gebracht naar de BdU en er werd hem daarna bevolen om naar de plaats terug te keren om de kapitein te vinden en te onderzoeken waar het schip oorspronkelijk heen voer.
Tegen de middag was de U-515 boven water gekomen en op haar voormalige aanvalsbestemming teruggekeerd. Een uitkijk van de U-515 zag eerst een lichaam drijven, dan 10 lege zwemvesten en de gebroken mast van het schip. Een reddingsboot met schipbreukelingen zwaaiden naar de Duitse U-boot die hun slachtoffers ook hadden gezien. Er werd later bericht dat Henke hen terugbegroette zonder verder iets te ondernemen of toch ten minste een poging te doen hen te redden. Nu had de wind bijna 10 Beaufort bereikt en een storm begon aan te wakkeren. De zee overspoelde bijna de commandotoren, zodat Henke en zijn mannen beslisten om de eerste overlevenden op te pikken die dicht genoeg naar zijn U-boot kwamen. Twee Duitse matrozen wierpen een touw naar een van de mannen in het water. De geniesoldaat Eric Munday van de Royal Engineers werd aan boord van de U-515 gehesen waarna de U-boot het onheilspellend gebied verliet, zonder verder naar mogelijke overlevenden te zoeken of mogelijk nog in leven zijnde drenkelingen te redden...
Een noodsignaal van de SS Ceramic werd voordien door de Britse Navy opgevangen, vlak na de torpedering en HMS Enterprise (D 52) (Kapt. H. T. W.  Grant, RCN) en de Portugese torpedojager Dao werden eropuit gestuurd op 9 december om mogelijke overlevenden op te sporen, maar geen van de passagiers en andere opvarenden werden nog levend teruggevonden... Andere zeelieden die in het gebied vertoefden verklaarden later, dat deze storm een van de zwaarste stormen was die zij ooit hadden meegemaakt.
Geniesoldaat Eric Munday werd in Lorient op 6 januari 1943 aan land gebracht en werd naar de POW kamp Stalag 8B in Opper-Silezië geïnterneerd en bleef daar tot het einde van de oorlog. Meerdere U-bootcommandanten dachten dat ze niet vervolgd zouden worden wegens nalatigheid van mogelijk hulp bieden aan drenkelingen en schipbreukelingen, omdat zij meenden dat er geen getuigen waren. Het was wel een oorlogsdaad op een vijandelijk vaartuig, maar het mocht geen oorlogsmisdaad worden tegenover drenkelingen en schipbreukelingen. Werner Henke werd na zijn krijgsgevangenschap door de Britten beschuldigd dat hij op de drenkelingen zou hebben geschoten, maar zeker is dat ze allen omkwamen door verdrinking en/of bezweken door onderkoeling. Van de 657 opvarenden van de SS Ceramic waren 656 doden te betreuren en was er maar één overlevende...